# کیم سو هیون (نویسنده)
کیم سو هیون (کره‌ای: 김수현؛ زادهٔ کیم سون اوک در ۲۷ ژانویه ۱۹۴۳) فیلم‌نامه‌نویس و رمان‌نویس اهل کره جنوبی است.

## حرفه
کیم سون اوک در سال ۱۹۶۵ از دانشگاه کره با مدرک زبان و ادبیات کره‌ای فارغ‌التحصیل شد. او پس از برنده شدن در مسابقات درام رادیویی شبکه ام‌بی‌سی به خاطر نمایش رادیویی‌اش به نام 그 해 겨울의 우화، به استخدام این شبکه درآمد. او از تخلص کیم سو هیون در نویسندگی اولین درام کره‌ای خود به نام رنگین‌کمان استفاده کرد که در سال ۱۹۷۲ پخش شد.